# 瓣甲鱼目
瓣甲鱼目（學名：Petalichthyida），又称扁平魚目，是生活在泥盆紀的一支体型小而扁平的盾皮魚類，在泥盆紀中期最为繁盛。化石产自世界各地，主要见于歐洲（特別是德國）、美洲、亞洲和澳洲。